# Campionato europeo femminile di pallacanestro 2017
Il 36º Campionato europeo femminile di pallacanestro FIBA (noto anche come FIBA EuroBasket Women 2017) si è svolto in Repubblica Ceca, che lo ha ospitato per la seconda volta dopo l'edizione del 1995. La competizione ha avuto inizio il 16 giugno e si è conclusa il 25 giugno 2017.  L'organizzazione è stata assegnata alla Repubblica Ceca che ha vinto il ballottaggio con la Serbia.
I Campionati europei femminili di pallacanestro sono una manifestazione biennale tra le squadre nazionali organizzato dalla FIBA Europe. Le squadre ammesse a partecipare ritornano ad essere 16 ― dopo la parentesi di 20 del 2015 ― di cui 15 provenienti dalla fase di qualificazione.
La squadra campione in carica era la Serbia. Il torneo è servito anche come qualificazione per il Campionato mondiale del 2018 in Spagna, le prime 5 squadre saranno qualificate. Nel caso che la Spagna sia tra le prime 5 anche la sesta si qualificherà.
Il torneo è stato vinto per la terza volta dalla Spagna, che ha sconfitto in finale la Francia.

## Sedi delle partite
Le città dove si svolgerà la manifestazione sono Praga e Hradec Králové.
| Fase                        | Città          | Impianto                     | Spettatori |
| --------------------------- | -------------- | ---------------------------- | ---------- |
| Prima fase - Girone A e B   | Hradec Králové | Zimní stadion Hradec Králové | 7 000      |
| Prima fase - Girone C e D   | Praga          | Kralovka Arena               | 2 500      |
| Fase a eliminazione diretta | Praga          | O2 Arena                     | 17 500     |

## Qualificazioni
| N° | Squadra     | Qualificata come                                            | Data di qualificazione | Ultima partecipazione | Miglior piazzamento         |
| -- | ----------- | ----------------------------------------------------------- | ---------------------- | --------------------- | --------------------------- |
| 1  | Rep. Ceca   | Paese organizzatore                                         | 28 giugno 2015         | Ungheria-Romania 2015 | Campione (2005)             |
| 2  | Spagna      | 1º posto nel Gruppo I di qualificazione                     | 24 febbraio 2016       | Ungheria-Romania 2015 | Campione (1993, 2013)       |
| 3  | Slovenia    | 1º posto nel Gruppo A di qualificazione                     | 19 novembre 2016       | debuttante            | debuttante                  |
| 4  | Francia     | 1º posto nel Gruppo B di qualificazione                     | 19 novembre 2016       | Ungheria-Romania 2015 | Campione (2001, 2009)       |
| 5  | Italia      | 1º posto nel Gruppo C di qualificazione                     | 19 novembre 2016       | Ungheria-Romania 2015 | Campione (1938)             |
| 6  | Ucraina     | 1º posto nel Gruppo D di qualificazione                     | 19 novembre 2016       | Ungheria-Romania 2015 | Campione (1995)             |
| 7  | Turchia     | 1º posto nel Gruppo H di qualificazione                     | 19 novembre 2016       | Ungheria-Romania 2015 | 2º posto (2011)             |
| 8  | Russia      | 1º posto nel Gruppo F di qualificazione                     | 23 novembre 2016       | Ungheria-Romania 2015 | Campione (2003, 2007, 2011) |
| 9  | Ungheria    | 1º posto nel Gruppo E di qualificazione                     | 23 novembre 2016       | Ungheria-Romania 2015 | 2º posto (1950, 1956)       |
| 10 | Belgio      | 1º posto nel Gruppo G di qualificazione                     | 23 novembre 2016       | Italia 2007           | 6º posto (2003)             |
| 11 | Lettonia    | Migliori 6 tra le seconde classificate nelle qualificazioni | 23 novembre 2016       | Ungheria-Romania 2015 | 4º posto (2007)             |
| 12 | Grecia      | Migliori 6 tra le seconde classificate nelle qualificazioni | 23 novembre 2016       | Ungheria-Romania 2015 | 5º posto (2009)             |
| 13 | Serbia      | Migliori 6 tra le seconde classificate nelle qualificazioni | 23 novembre 2016       | Ungheria-Romania 2015 | Campione (2015)             |
| 14 | Slovacchia  | Migliori 6 tra le seconde classificate nelle qualificazioni | 23 novembre 2016       | Ungheria-Romania 2015 | 2º posto (1997)             |
| 15 | Montenegro  | Migliori 6 tra le seconde classificate nelle qualificazioni | 23 novembre 2016       | Ungheria-Romania 2015 | 6º posto (2011)             |
| 16 | Bielorussia | Migliori 6 tra le seconde classificate nelle qualificazioni | 23 novembre 2016       | Ungheria-Romania 2015 | 3º posto (2007)             |

## Sorteggio e formula
Il sorteggio per il primo turno si è tenuto il 9 dicembre 2016 a Praga. Le sedici squadre sono state raggruppate in 4 fasce, in base ai risultati nell'edizione del 2015 e delle qualificazioni del 2017.
| 1ª fascia | 2ª fascia   | 3ª fascia  | 4ª fascia |
| --------- | ----------- | ---------- | --------- |
| Francia   | Serbia      | Grecia     | Italia    |
| Spagna    | Bielorussia | Slovacchia | Ungheria  |
| Russia    | Ucraina     | Rep. Ceca  | Belgio    |
| Turchia   | Montenegro  | Lettonia   | Slovenia  |

Le squadre sono state suddivise in 4 gironi (A-D) all'italiana da quattro squadre ciascuno. Al termine della prima fase le prime classificare accederanno direttamente ai quarti di finale, mentre le seconde e terze disputeranno un incontro ad eliminazione diretta con gli accoppiamenti (A2-B3, B2-A3, C2-D3 e D2-C3) per accedere ai quarti di finale..

## Primo turno

### Girone A
| Team         | Pt | V - P | PF - PS   | +/- |
| ------------ | -- | ----- | --------- | --- |
| 1. Spagna    | 5  | 2 - 1 | 201 - 169 | +32 |
| 2. Ucraina   | 5  | 2 - 1 | 197 - 195 | +2  |
| 3. Ungheria  | 4  | 1 - 2 | 194 - 216 | -22 |
| 4. Rep. Ceca | 4  | 1 - 2 | 184 - 196 | -12 |

Legenda:
      ammesse ai quarti di finale;       alle qualificazioni per i quarti di finale.

| Arbitri: | Jasmina Juras Yohan Rosso Jelena Tomic |

|             |          |                 |
| Jahupova 21 | Punti    | 16 Vaughn       |
| Jahupova 4  | Assist   | 4 Kat. Elhotová |
| Udodenko 16 | Rimbalzi | 6 Vaughn        |

| Arbitri: | Tanel Suslov Martins Kozlovskis Vasiliki Tsaroucha |

|                            |          |           |
| Krivaćević, Vandersloot 11 | Punti    | 17 Lyttle |
| Fegyverneky 4              | Assist   | 4 Cruz    |
| Határ 8                    | Rimbalzi | 12 Lyttle |

| Arbitri: | Jasmina Juras Boris Krejic Maripier Malo |

|                  |          |             |
| Torrens 26       | Punti    | 23 Jahupova |
| Palau, Torrens 5 | Assist   | 4 Jahupova  |
| Lyttle 18        | Rimbalzi | 8 Jahupova  |

| Arbitri: | Zdravko Rutesic Sergei Beliakov Saulius Racys |

|             |          |                           |
| Hanušová 17 | Punti    | 21 Nagy-Bujdosó           |
| Vyoralová 5 | Assist   | 7 Vandersloot             |
| Hanušová 8  | Rimbalzi | 7 Fegyverneky, Krivaćević |

| Arbitri: | Yohan Rosso Martins Kozlovskis Vasili Tsaroucha |

|                |          |             |
| Zele 13        | Punti    | 22 Udodenko |
| Medgyessy 4    | Assist   | 7 Jahupova  |
| Nagy-Bujdosó 7 | Rimbalzi | 10 Moss     |

| Arbitri: | Maripier Malo Zdravko Rutesic Jelena Smiljanic |

|             |          |            |
| Vaughn 18   | Punti    | 17 Lyttle  |
| Elhotova 6  | Assist   | 5 Palau    |
| Kulichova 6 | Rimbalzi | 9 Nicholls |

### Girone B
| Team           | Pt | V - P | PF - PS   | +/- |
| -------------- | -- | ----- | --------- | --- |
| 1. Turchia     | 6  | 3 - 0 | 211 - 185 | +26 |
| 2. Italia      | 5  | 2 - 1 | 201 - 175 | +26 |
| 3. Slovacchia  | 4  | 1 - 2 | 187 - 196 | -9  |
| 4. Bielorussia | 3  | 0 - 3 | 193 - 236 | -43 |

Legenda:
      ammesse ai quarti di finale;       alle qualificazioni per i quarti di finale.

| Arbitri: | Boris Krejic Ilias Kounelles Maripier Malo |

|                 |          |               |
| Bentley 17      | Punti    | 20 Sottana    |
| Bentley, Krės 4 | Assist   | 4 Gorini      |
| Krės 7          | Rimbalzi | 8 Zandalasini |

| Arbitri: | Zdravko Rutesic Sergei Beliakov Jelena Smiljanic |

|                  |          |                                   |
| Hollingsworth 14 | Punti    | 17 Bálintová                      |
| Alben 6          | Assist   | 9 Bálintová                       |
| Çağlar 8         | Rimbalzi | 6 Jurčenková, Oroszová, Růžičková |

| Arbitri: | Vasiliki Tsaroucha Vincent Delestrée Ilias Kounelles |

|              |          |               |
| Žirková 22   | Punti    | 12 Snytsina   |
| Žirková 5    | Assist   | 5 Lichtarovič |
| Růžičková 15 | Rimbalzi | 7 Krės        |

| Arbitri: | Yohan Rosso Martins Kozlovskis Tanel Suslov |

|                |          |                            |
| Zandalasini 23 | Punti    | 29 Hollingsworth           |
| Dotto 5        | Assist   | 4 Alben, Vardarlı-Demirmen |
| Zandalasini 10 | Rimbalzi | 21 Hollingsworth           |

| Arbitri: | Sergei Beliakov Saulius Racys Jelena Tomic |

|            |          |                 |
| Bentley 15 | Punti    | 15 Çakır        |
| Bentley 5  | Assist   | 6 Çakır         |
| Bentley 7  | Rimbalzi | 7 Hollingsworth |

| Arbitri: | Jasmina Juras Vincent Delestrée Boris Krejic |

|              |          |                         |
| Bálintová 13 | Punti    | 15 Sottana, Zandalasini |
| Bálintová 5  | Assist   | 6 Dotto                 |
| Oroszová 8   | Rimbalzi | 12 Zandalasini          |

### Girone C
| Team        | Pt | V - P | PF - PS   | +/- |
| ----------- | -- | ----- | --------- | --- |
| 1. Francia  | 6  | 3 - 0 | 213 - 188 | +25 |
| 2. Serbia   | 4  | 1 - 2 | 205 - 211 | -6  |
| 3. Grecia   | 3  | 1 - 2 | 188 - 189 | -1  |
| 4. Slovenia | 3  | 1 - 2 | 196 - 214 | -18 |

Legenda:
      ammesse ai quarti di finale;       alle qualificazioni per i quarti di finale.

| Arbitri: | Janusz Calik Marek Kukelcik Ventsislav Velikov |

|                |          |           |
| Milovanović 17 | Punti    | 18 Spanou |
| Radočaj 3      | Assist   | 5 Maltsī  |
| Milovanović 8  | Rimbalzi | 9 Maltsī  |

| Arbitri: | Luis Miguel Castillo Larroca Ilona Kucerova Paulo Marques |

|                |          |                  |
| Barič 18       | Punti    | 16 Ciak          |
| Lisec, Oblak 3 | Assist   | 6 Dumerc         |
| Lisec 9        | Rimbalzi | 6 Dumerc, Époupa |

| Arbitri: | Fabiana Martinescu-Badalan Mykola Ambrosov Michele Rossi |

|              |          |           |
| Kaltsidou 23 | Punti    | 15 Lisec  |
| Maltsī 6     | Assist   | 6 Oblak   |
| Kaltsidou 7  | Rimbalzi | 10 Piršić |

| Arbitri: | Maj Kazuko Forsberg Andrei Sharapa Özlem Yalman |

|                  |          |                          |
| Dumerc, Miyem 17 | Punti    | 18 Milovanović, Petrović |
| Dumerc 5         | Assist   | 4 Radočaj                |
| Minte 10         | Rimbalzi | 7 Krnjić, Petrović       |

| Arbitri: | Michele Rossi Janusz Calik Ventsislav Velikov |

|             |          |                |
| Petrović 23 | Punti    | 22 Oblak       |
| Petrović 6  | Assist   | 6 Barič        |
| Škorić 6    | Rimbalzi | 5 Evans, Lisec |

| Arbitri: | Maj Kazuko Forsberg Mykola Ambrosov Ilona Kucerova |

|                  |          |                |
| Miyem, Skrela 12 | Punti    | 25 Maltsī      |
| Dumerc 5         | Assist   | 7 Nikolopoulou |
| Tchatchouang 7   | Rimbalzi | 7 Nikolopoulou |

### Girone D
| Team          | Pt | V - P | PF - PS   | +/- |
| ------------- | -- | ----- | --------- | --- |
| 1. Belgio     | 6  | 3 - 0 | 204 - 197 | +7  |
| 2. Russia     | 5  | 2 - 1 | 224 - 189 | +35 |
| 3. Lettonia   | 4  | 1 - 2 | 193 - 188 | +5  |
| 4. Montenegro | 3  | 0 - 3 | 173 - 220 | -47 |

Legenda:
      ammesse ai quarti di finale;       alle qualificazioni per i quarti di finale.

| Arbitri: | Fabiana Martinescu-Badalan Michele Rossi Andrei Sharapa |

|                |          |             |
| K. Mestdagh 19 | Punti    | 19 Robinson |
| Vanloo 5       | Assist   | 7 Mujović   |
| Meesseman 7    | Rimbalzi | 17 Robinson |

| Arbitri: | Maj Kazuko Forsberg Gellert Kapitany Özlem Yalman |

|               |          |                   |
| Babkina 20    | Punti    | 19 Prince         |
| Babkina 5     | Assist   | 4 Prince, Vadeeva |
| Šteinberga 12 | Rimbalzi | 12 Vadeeva        |

| Arbitri: | Janusz Calik Paulo Marques Ventsislav Velikov |

|             |          |               |
| Robinson 14 | Punti    | 27 Babkina    |
| Škerović 10 | Assist   | 7 Babkina     |
| Robinson 16 | Rimbalzi | 10 Šteinberga |

| Arbitri: | Luis Miguel Castillo Larroca Andrada Csender Marek Kukelcik |

|            |          |                        |
| Prince 17  | Punti    | 23 Meesseman           |
| Prince 5   | Assist   | 5 Delaere, K. Mestdagh |
| Vadeeva 14 | Rimbalzi | 9 Wauters              |

| Arbitri: | Fabiana Martinescu-Badalan Andrei Sharapa Özlem Yalman |

|                 |          |                     |
| Šteinberga 14   | Punti    | 17 Wauters          |
| Baško, Vītola 3 | Assist   | 4 Carpréaux, Vanloo |
| Šteinberga 20   | Rimbalzi | 9 Meesseman         |

| Arbitri: | Luis Miguel Castillo Larroca Andrada Csender Gellert Kapitany |

|             |          |               |
| Robinson 17 | Punti    | 13 Prince     |
| Škerović 5  | Assist   | 6 Prince      |
| Robinson 8  | Rimbalzi | 12 Tikhonenko |

## Fase finale

### Tabellone
|  | Qualificazioni | Qualificazioni | Qualificazioni |            |    | Quarti di finale | Quarti di finale | Quarti di finale |  |  | Semifinali                  | Semifinali                  | Semifinali                  |                             |  | Finale | Finale | Finale |
|  |                |                |                |            |    |                  |                  |                  |  |  |                             |                             |                             |                             |  |        |        |        |
|  |                |                |                |            |    |                  |                  |                  |  |  |                             |                             |                             |                             |  |        |        |        |
|  |                | A1             | Spagna         | 67         |    |                  |                  |                  |  |  |                             |                             |                             |                             |  |        |        |        |
|  |                |                |                | 67         |    |                  |                  |                  |  |  |                             |                             |                             |                             |  |        |        |        |
|  |                |                |                | Lettonia   | 47 |                  |                  |                  |  |  |                             |                             |                             |                             |  |        |        |        |
|  | C2             | Serbia         | 70             | Lettonia   | 47 |                  |                  |                  |  |  |                             |                             |                             |                             |  |        |        |        |
|  | C2             | Serbia         | 70             |            |    |                  |                  |                  |  |  |                             |                             |                             |                             |  |        |        |        |
|  | D3             | Lettonia       | 75             |            |    |                  |                  |                  |  |  |                             |                             |                             |                             |  |        |        |        |
|  | D3             | Lettonia       | 75             |            |    |                  |                  |                  |  |  | Spagna                      | 68                          |                             |                             |  |        |        |        |
|  |                |                |                |            |    |                  |                  |                  |  |  | Spagna                      | 68                          |                             |                             |  |        |        |        |
|  |                |                | Belgio         | 52         |    |                  |                  |                  |  |  |                             |                             |                             |                             |  |        |        |        |
|  |                |                | Belgio         | 52         |    |                  |                  |                  |  |  |                             |                             |                             |                             |  |        |        |        |
|  |                |                |                |            |    |                  |                  |                  |  |  |                             |                             |                             |                             |  |        |        |        |
|  |                |                |                |            |    |                  |                  |                  |  |  |                             |                             |                             |                             |  |        |        |        |
|  |                | D1             | Belgio         | 79         |    |                  |                  |                  |  |  |                             |                             |                             |                             |  |        |        |        |
|  |                |                |                | 79         |    |                  |                  |                  |  |  |                             |                             |                             |                             |  |        |        |        |
|  |                |                |                | Italia     | 66 |                  |                  |                  |  |  |                             |                             |                             |                             |  |        |        |        |
|  | B2             | Italia         | 49             | Italia     | 66 |                  |                  |                  |  |  |                             |                             |                             |                             |  |        |        |        |
|  | B2             | Italia         | 49             |            |    |                  |                  |                  |  |  |                             |                             |                             |                             |  |        |        |        |
|  | A3             | Ungheria       | 48             |            |    |                  |                  |                  |  |  |                             |                             |                             |                             |  |        |        |        |
|  | A3             | Ungheria       | 48             |            |    |                  |                  |                  |  |  |                             |                             |                             |                             |  | Spagna | 71     |        |
|  |                |                |                |            |    |                  |                  |                  |  |  |                             |                             |                             |                             |  | Spagna | 71     |        |
|  |                |                | Francia        | 55         |    |                  |                  |                  |  |  |                             |                             |                             |                             |  |        |        |        |
|  |                |                | Francia        | 55         |    |                  |                  |                  |  |  |                             |                             |                             |                             |  |        |        |        |
|  |                |                |                |            |    |                  |                  |                  |  |  |                             |                             |                             |                             |  |        |        |        |
|  |                |                |                |            |    |                  |                  |                  |  |  |                             |                             |                             |                             |  |        |        |        |
|  |                | B1             | Turchia        | 55         |    |                  |                  |                  |  |  | Incontro per il terzo posto | Incontro per il terzo posto | Incontro per il terzo posto | Incontro per il terzo posto |  |        |        |        |
|  |                |                |                | 55         |    |                  |                  |                  |  |  | Incontro per il terzo posto | Incontro per il terzo posto | Incontro per il terzo posto | Incontro per il terzo posto |  |        |        |        |
|  |                |                |                | Grecia     | 84 |                  |                  |                  |  |  |                             |                             |                             |                             |  |        |        |        |
|  | D2             | Russia         | 58             | Grecia     | 84 |                  |                  |                  |  |  |                             |                             | Belgio                      | 78                          |  |        |        |        |
|  | D2             | Russia         | 58             |            |    |                  |                  |                  |  |  |                             |                             | Belgio                      | 78                          |  |        |        |        |
|  | C3             | Grecia         | 62             |            |    |                  |                  |                  |  |  |                             |                             |                             |                             |  |        | Grecia | 45     |
|  | C3             | Grecia         | 62             |            |    |                  |                  |                  |  |  | Grecia                      | 55                          |                             |                             |  |        | Grecia | 45     |
|  |                |                |                |            |    |                  |                  |                  |  |  | Grecia                      | 55                          |                             |                             |  |        |        |        |
|  |                |                | Francia        | 77         |    |                  |                  |                  |  |  |                             |                             |                             |                             |  |        |        |        |
|  |                |                | Francia        | 77         |    |                  |                  |                  |  |  |                             |                             |                             |                             |  |        |        |        |
|  |                |                |                |            |    |                  |                  |                  |  |  |                             |                             |                             |                             |  |        |        |        |
|  |                |                |                |            |    |                  |                  |                  |  |  |                             |                             |                             |                             |  |        |        |        |
|  |                | C1             | Francia        | 67         |    |                  |                  |                  |  |  |                             |                             |                             |                             |  |        |        |        |
|  |                |                |                | 67         |    |                  |                  |                  |  |  |                             |                             |                             |                             |  |        |        |        |
|  |                |                |                | Slovacchia | 40 |                  |                  |                  |  |  |                             |                             |                             |                             |  |        |        |        |
|  | A2             | Ucraina        | 68             | Slovacchia | 40 |                  |                  |                  |  |  |                             |                             |                             |                             |  |        |        |        |
|  | A2             | Ucraina        | 68             |            |    |                  |                  |                  |  |  |                             |                             |                             |                             |  |        |        |        |
|  | B3             | Slovacchia     | 82             |            |    |                  |                  |                  |  |  |                             |                             |                             |                             |  |        |        |        |

### Tabellone 5º-8º posto
|  | 5º-8º posto | 5º-8º posto | 5º-8º posto |         |          | Incontro per il quinto posto  | Incontro per il quinto posto  | Incontro per il quinto posto  |  |
|  |             |             |             |         |          |                               |                               |                               |  |
|  | Lettonia    | Lettonia    | 68          |         |          |                               |                               |                               |  |
|  | Lettonia    | Lettonia    | 68          |         |          |                               |                               |                               |  |
|  | Italia      | Italia      | 67          |         |          |                               |                               |                               |  |
|  | Italia      | Italia      | 67          |         | Lettonia | Lettonia                      | 63                            |                               |  |
|  |             |             |             |         | Lettonia | Lettonia                      | 63                            |                               |  |
|  |             |             | Turchia     | Turchia | 72       |                               |                               |                               |  |
|  | Turchia     | Turchia     | Turchia     | Turchia | 72       | 72                            |                               |                               |  |
|  | Turchia     | Turchia     |             |         |          | 72                            |                               |                               |  |
|  | Slovacchia  | Slovacchia  | 56          |         |          | Incontro per il settimo posto | Incontro per il settimo posto | Incontro per il settimo posto |  |
|  | Slovacchia  | Slovacchia  | 56          |         |          |                               |                               |                               |  |
|  |             |             |             |         |          |                               |                               |                               |  |
|  |             |             |             |         |          | Italia                        | Italia                        | 71                            |  |
|  |             |             |             |         |          | Italia                        | Italia                        | 71                            |  |
|  |             |             |             |         |          | Slovacchia                    | Slovacchia                    | 54                            |  |

### Qualificazioni ai quarti di finale
| Arbitri: | Boris Krejić Tanel Suslov Vasiliki Tsaroucha |

|             |          |              |
| Jahupova 24 | Punti    | 31 Žirková   |
| Jahupova 7  | Assist   | 7 Žirková    |
| Udodenko 6  | Rimbalzi | 13 Růžičková |

| Arbitri: | Maj Forsberg Luis Castillo Fabiana Martinescu-Badalan |

|             |          |                     |
| Radočaj 14  | Punti    | 19 Vītola           |
| Radočaj 3   | Assist   | 4 Šteinberga, Baško |
| Jovanović 8 | Rimbalzi | 11 Šteinberga       |

| Arbitri: | Jasmina Juras Sergei Beliakov Mārtiņš Kozlovskis |

|                  |          |                            |
| Zandalasini 17   | Punti    | 15 Krivaćević              |
| tre giocatrici 2 | Assist   | 4 Nagy-Bujdosó             |
| Ress 11          | Rimbalzi | 8 Krivaćević, Nagy-Bujdosó |

| Arbitri: | Janusz Calik Michele Rossi Ventsislav Velikov |

|            |          |                        |
| Vadeeva 18 | Punti    | 24 Kaltsidou           |
| Prince 5   | Assist   | 4 Nikolopoulou, Maltsī |
| Vadeeva 21 | Rimbalzi | 9 Kaltsidou            |

### Quarti di finale
| Arbitri: | Fabiana Martinescu-Badalan Zdravko Rutesic Tanel Suslov |

|              |          |                |
| Meesseman 28 | Punti    | 23 Zandalasini |
| Mestdagh 8   | Assist   | 2 Cinili       |
| Meesseman 11 | Rimbalzi | 8 Zandalasini  |

| Arbitri: | Jasmina Juras Maj Kazuko Forsberg Boris Krejic |

|                   |          |            |
| Hollingsworth 15  | Punti    | 25 Maltsī  |
| Alben, Vardarlı 3 | Assist   | 10 Lymoura |
| Hollingsworth 10  | Rimbalzi | 10 Maltsī  |

| Arbitri: | Yohan Rosso Vasiliki Tsaroucha Ventsislav Velikov |

|            |          |               |
| Torrens 20 | Punti    | 15 Putniņa    |
| Torrens 3  | Assist   | 4 Krastiņa    |
| Torrens 9  | Rimbalzi | 10 Šteinberga |

| Arbitri: | Michele Rossi Luis Miguel Castillo Larroca Martins Kozlovskis |

|          |          |              |
| Ayayi 13 | Punti    | 13 Bálintová |
| Dumerc 4 | Assist   | 5 Jurčenková |
| Dumerc 8 | Rimbalzi | 8 Oroszová   |

### Classificazione 5º-8º posto
| Arbitri: | Luis Castillo Jasmina Juras Maripier Malo |

|                        |          |                |
| Putniņa 15             | Punti    | 25 Zandalasini |
| Krastiņa, Šteinberga 4 | Assist   | 7 Sottana      |
| Vītola 8               | Rimbalzi | 14 Zandalasini |

| Arbitri: | Yohan Rosso Maj Forsberg Tanel Suslov |

|                  |          |              |
| Hollingsworth 20 | Punti    | 12 Bálintová |
| Vardarlı 10      | Assist   | 9 Růžičková  |
| Canıtez 8        | Rimbalzi | 4 Bálintová  |

### Semifinali
| Arbitri: | Boris Krejić Mārtiņš Kozlovskis Ventsislav Velikov |

|                 |          |             |
| Torrens 20      | Punti    | 11 Vanloo   |
| Lyttle, Palau 4 | Assist   | 5 Meesseman |
| Torrens 10      | Rimbalzi | 6 Meesseman |

| Arbitri: | Janusz Calik Sergei Beliakov Fabiana Martinescu-Badalan |

|              |          |          |
| Kaltsidou 15 | Punti    | 13 Miyem |
| Maltsī 4     | Assist   | 4 Époupa |
| Spanou 5     | Rimbalzi | 10 Ciak  |

### Finali
7º- 8º posto
| Arbitri: | Sergei Beliakov Tanel Suslov Vasiliki Tsaroucha |

|           |          |              |
| Gorini 14 | Punti    | 10 Růžičková |
| Ress 5    | Assist   | 4 Slamová    |
| Ress 7    | Rimbalzi | 8 Oroszová   |

5º- 6º posto
| Arbitri: | Ilona Kučerová Andrada Csender Gellért Kapitány |

|               |          |                          |
| Šteinberga 16 | Punti    | 24 Hollingsworth         |
| Krastiņa 6    | Assist   | 7 Alben                  |
| Šteinberga 8  | Rimbalzi | 8 Alben, Canıtez, Köksal |

3º- 4º posto
| Arbitri: | Boris Krejić Maj Forsberg Mārtiņš Kozlovskis |

|                  |          |                    |
| K. Mestdagh 18   | Punti    | 13 Maltsī          |
| Carpréaux 8      | Assist   | 2 Maltsī, Sōtīriou |
| Raman, Wauters 8 | Rimbalzi | 8 Maltsī           |

1º- 2º posto
| Arbitri: | Janusz Calik Michele Rossi Özlem Yalman |

|                      |          |                      |
| Lyttle 19 Torrens 18 | Punti    | 15 Dumerc            |
| Cruz 5               | Assist   | 2 quattro giocatrici |
| Lyttle 8             | Rimbalzi | 4 Amant, Époupa      |

## Classifica finale
| Campione d'Europa | Campione d'Europa | Campione d'Europa |
| --- | ----------------- | --- |
| Spagna4 Nicholls, 6 Domínguez, 7 Torrens, 9 Palau, 10 Xargay, 11 Rodríguez, 14 Lyttle, 15 Cruz, 20 Romero, 22 Conde, 24 Gil, 28 Sánchez, All. Lucas Mondelo |                   | |
| Argento | Francia           | Francia0 Époupa, 5 Miyem, 8 Ciak, 9 Dumerc, 10 Michel, 11 Ayayi, 12 Skrela, 16 Minte, 17 Johannès, 18 Chartereau, 25 Amant, 93 Tchatchouang, All. Valérie Garnier                                     |
| Bronzo | Belgio            | Belgio5 K. Mestdagh, 6 Delaere, 8 Hendrickx, 9 Carpréaux, 11 Meesseman, 12 Wauters, 22 H. Mestdagh, 23 Geldof, 32 Nauwelaers, 35 Vanloo, 42 Raman, 00 Linskens, All. Philip Mestdagh                  |
| 4. | Grecia            | Grecia4 Stamolamprou, 5 Stamatī, 6 Lymoura, 7 Spyridopoulou, 9 Maltsī, 11 Nikolopoulou, 12 Sōtīriou, 13 Kosma, 15 Spanou, 19 Kaltsidou, 21 Christinakī, 34 Fasoula, All. Kōstas Keramidas             |
| |                   | |
| 5. | Turchia           | Turchia2 Bilgiç, 3 Cora, 4 Çakır, 7 Vardarlı, 9 Çağlar, 10 Alben, 12 Canıtez, 13 Hollingsworth, 14 İvegin, 15 Şenyürek, 17 Köksal, 33 Ural, All. Ekrem Memnun                                         |
| 6. | Lettonia          | Lettonia6 Strautmane, 7 Babkina, 8 Baško-Melnbārde, 11 Putniņa, 12 Šteinberga, 13 Brumermane, 14 Dreimane, 15 Krastiņa, 16 Jākobsone, 28 Vītola, 33 Laksa, 35 Krēsliņa, All. Mārtiņš Zībarts          |
| 7. | Italia            | Italia0 Penna, 5 Gorini, 7 Sottana, 9 Zandalasini, 10 Dotto, 11 Masciadri, 12 Formica, 13 De Pretto, 14 Crippa, 22 Ress, 23 Cinili, 29 Macchi, All. Andrea Capobianco                                 |
| 8. | Slovacchia        | Slovacchia4 Mikulášiková, 5 Remenárová, 7 Žirková, 8 Dudášová, 9 Páleníková, 10 Oroszová, 11 Bálintová, 13 Jurčenková, 14 Růžičková, 15 Vyňuchalová, 20 Kováčiková, 23 Slamová, All. Marián Svoboda   |
| |                   | |
| 9. | Russia            | Russia3 Žedik, 4 Musina, 5 Beljakova, 7 Vadeeva, 9 Levčenko, 10 Prince, 13 Kirillova, 15 Vieru, 16 Tichonenko, 17 Beglova, 25 Čerepanova, 32 Majga, All. Aleksandr Vasin                              |
| 10. | Ucraina           | Ucraina5 Spitkovs'ka, 8 Horobec', 9 Naumenko, 10 Mazničenko, 13 Malašenko, 14 Jahupova, 19 Udodenko, 23 Jackovec', 24 Moss, 31 Ol'chovyk, 44 Dorohobuzova, 88 Bilocerkivs'ka, All. Volodymyr Cholopov |
| 11. | Serbia            | Serbia4 Radočaj, 5 Petrović, 6 Čađo, 7 Krnjić, 8 N. Jovanović, 9 Milovanović, 10 Mandić, 11 Crvendakić, 12 Škorić, 14 Stanković, 15 T. Jovanović, 23 Dabović, All. Stevan Karadžić                    |
| 12. | Ungheria          | Ungheria4 Fegyverneky, 5 Raksányi, 6 Licskai, 7 Simon, 10 Varga, 11 Medgyessy, 12 Vandersloot, 14 Krivaćević, 15 Nagy-Bujdosó, 41 Dubei, 44 Határ, 51 Zele, All. Štefan Svitek                        |
| |                   | |
| 13. | Rep. Ceca         | Rep. Ceca1 Vaughn, 4 Stejskalová, 6 Kar. Elhotová, 7 Hanušová, 8 Burgrová, 9 Bartáková, 10 Voráčková, 11 Kat. Elhotová, 12 Vyoralová, 13 Kulichová, 14 Záplatová, 15 Švrdlíková, All. Ivan Beneš      |
| 14. | Slovenia          | Slovenia3 Oblak, 4 Zdolšek, 5 Erkič, 6 Prezelj, 7 Abramovič, 9 Barič, 10 Jakovina, 11 Piršić, 12 Lisec, 13 Trebec, 30 Evans, 97 Ocvirk, All. Damir Grgić                                              |
| 15. | Bielorussia       | Bielorussia6 Snycina, 7 Rycikava, 8 Lichtarovič, 9 Zjuz'kova, 13 Papova, 14 Filončyk, 15 Krės, 19 Holubeva, 20 Bentley, 21 Hasper, 23 Inkina, 25 Ivaščanka, All. Natallja Trafimava                   |
| 16. | Montenegro        | Montenegro4 Matović, 5 Škerović, 6 Vučetić, 7 Popović, 8 Milošev, 9 Aleksić, 10 Raković, 11 Mujović, 12 Perovanović, 13 Pašić, 14 Jovanović, 15 Robinson, All. Roberto Íñiguez                        |